# Sargocentron spinosissimum
Sargocentron spinosissimum là một loài cá biển thuộc chi Sargocentron trong họ Cá sơn đá. Loài này được mô tả lần đầu tiên vào năm 1843.

## Từ nguyên
Từ định danh spinosissimum được ghép bởi hai âm tiết được ghép bởi hai âm tiết trong tiếng Latinh: spinus (“gai, ngạnh”) và hậu tố issimus (biểu thị so sánh bậc nhất), hàm ý đề cập đến vô số gai nhỏ trên đầu của loài cá này.

## Phân bố và môi trường sống
S. spinosissimum có phân bố thưa thớt ở khu vực Bắc Thái Bình Dương, được ghi nhận tại Nhật Bản (gồm cả quần đảo Ryukyu và quần đảo Ogasawara), đảo Đài Loan, Hàn Quốc và quần đảo Hawaii. Do chỉ được tìm thấy ở vùng nước sâu, khoảng 120–230 m, nên loài này có thể có phân bố rộng hơn so với hiện tại.
S. spinosissimum lần đầu được ghi nhận tại Địa Trung Hải, khi một cá thể được bắt tại bờ biển thành phố Damietta (Ai Cập) cùng với một cá thể Sargocentron tiereoides. Cả hai cá thể được xác định bằng cách kiểm tra hình thái và giải trình tự mã vạch DNA. Tuy nhiên, trang Catalog of Fishes cho rằng đó là một sự nhầm lẫn.

## Mô tả
Chiều dài cơ thể lớn nhất được ghi nhận ở S. spinosissimum là 18 cm. Loài này có màu đỏ cam với 9 sọc đỏ sẫm xen kẽ với 9 sọc trắng mảnh hơn dọc theo các hàng vảy. Đầu có một vạch trắng dọc theo rìa sau của xương trước nắp mang. Thùy đuôi bo tròn.
Số gai ở vây lưng: 11 (gai thứ 3 hoặc 4 dài nhất); Số tia vây ở vây lưng: 12–13; Số gai ở vây hậu môn: 4; Số tia vây ở vây hậu môn: 8–9; Số tia vây ở vây ngực: 14.

## Giá trị
Có lẽ như những loài khác trong chi, S. spinosissimum có khả năng là một thành phần của nghề đánh bắt thủ công.